# Throckmorton, Texas
Throckmorton är en småstad (town) i den amerikanska delstaten Texas med en yta av 4,3 km² och en folkmängd som uppgår till 905 invånare (2000). Throckmorton är administrativ huvudort i Throckmorton County.